# وارملة كلاغ خوردة (زيلايي)
وارملة کلاغ خوردة (بالفارسية: وارمله کلاغ خورده) هي قرية تقع في إيران في قسم زیلایی الريفي.